# آدتوکومبوه مکورمک
آدتوکومبوه مکورمک (انگلیسی: Adetokumboh M'Cormack؛ زادهٔ ۲۷ فوریهٔ ۱۹۸۲) هنرپیشه اهل سیرالئون است.

## گزیده فیلمشناسی
از فیلم‌ها یا برنامه‌های تلویزیونی که وی در آن نقش داشته‌است می‌توان به کاپیتان آمریکا: سرباز زمستان، کسلوانیا (مجموعه تلویزیونی)، نبرد در لس‌آنجلس، ۲۴ (مجموعه تلویزیونی)، قهرمان‌ها (مجموعه تلویزیونی)، دختران گیلمور، الماس خونین و یگان (مجموعه تلویزیونی) اشاره کرد.